# Lithax
Lithax is een geslacht van schietmotten van de familie Goeridae.

## Soorten
- L. atratulus Ulmer, 1912
- L. herringi W Wichard & ID Sukatsheva, 1992
- L. incanus (HA Hagen, 1859)
- L. musaca H Malicky, 1972
- L. niger (HA Hagen, 1859)
- L. obscurus (HA Hagen, 1859)